# 李永金 (1941年)
李永金（1941年—），男，山东青岛人，中国人民解放军中将。

## 生平
1959年入伍担任飞行员，后担任军委空军副参谋长。1993年1月，任空军第8航空军军长，1996年7月任北京军区空军副司令员，1997年10月任北京军区副司令员兼北京军区空军司令员，培养景海鹏、翟志刚、费俊龙等航天员。1990年9月被授予空军少将，1999年7月，晋升为空军中将。后来出事被查，下落不明。。